# Városföld
Városföld is een plaats (község) en gemeente in het Hongaarse comitaat Bács-Kiskun. Városföld telt 2274 inwoners (2002).

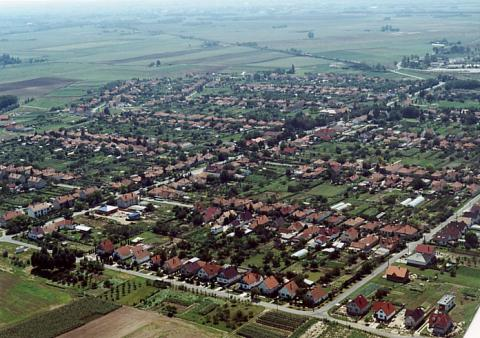
Luchtfoto